# シバナ科
シバナ科（シバナか、学名：Juncaginaceae）は、単子葉植物の科。両半球の温帯から寒帯にかけて分布する。湿地に生育する多年草で、淡水・海水それぞれに適応したものがある。花は両性の風媒花で、多くは花被及び雄蕊各6個、雌蕊1個からなり、総状又は穂状花序になる。
日本ではシバナ（塩場菜） Triglochin asiatica が九州以北の海岸湿地に、ホソバノシバナ Triglochin palustre が北日本の淡水湿地に分布する。
シバナ科は、かつて形態・生態的に似たホロムイソウ科 Scheuchzeriaceae に含められていたが、現在では分けるのが普通。

## 分類
3属に30種以上を含む。

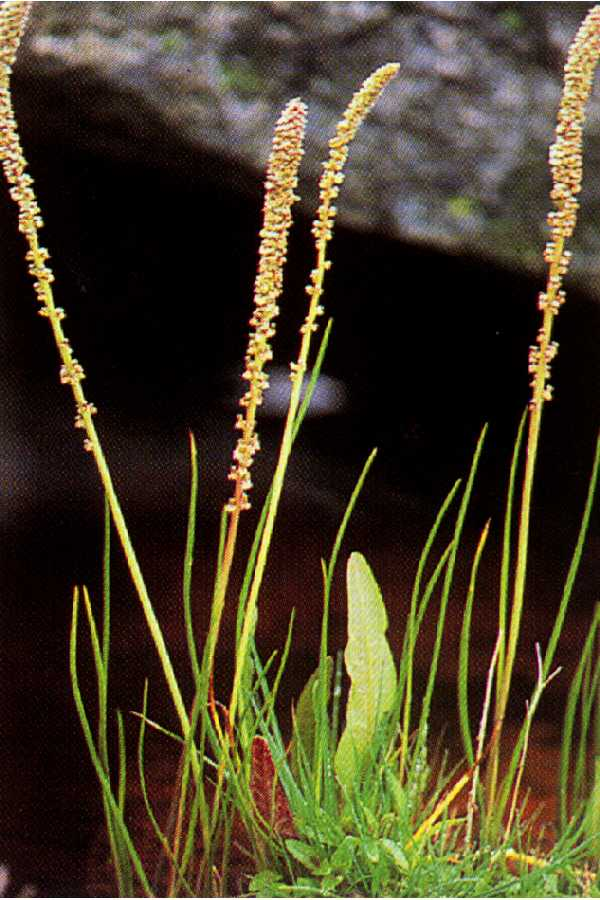
オオシバナ

- Tetroncium - 南米南部からフォークランド諸島・ゴフ島
- Cycnogeton - オーストララシア淡水域。根は塊根となる。染色体数は8の倍数。
- Triglochin シバナ属（Lilaea 属を含む） - 全世界に分布。根は球根状。染色体数は6の倍数。

かつてはMaundia 属も属していたが、現在では単型のMaundiaceaeに分割されている。